# Luigi Sanguineti
Luigi Sanguineti Fontanarrosa (Chiavari, Italia, 1852-Lima, 1926), también conocido como Luis Sanguineti, fue un empresario ítalo-peruano radicado en Lima. Desarrolló una destacada actividad en los sectores bancario, industrial y de servicios durante el cambio de siglo, vinculándose estrechamente con la colonia italiana establecida en el Perú.

## Biografía
Sanguineti emigró al Perú en la segunda mitad del siglo xix, donde se integró al ámbito empresarial limeño. Se asoció con Andrés F. Dasso para fundar la firma Sanguineti & Dasso, que en 1892 obtuvo la concesión del alumbrado eléctrico de la ciudad de Lima.
En 1900, ambos establecieron la fábrica de aserrar Sanguineti y Dasso, localizada en la avenida Grau. De acuerdo con la revista Variedades (enero de 1914), la planta ocupaba 28,000 m², contaba con maquinaria importada de Leipzig y disponía de una fuerza motriz de 150 caballos.
Sanguineti fue presidente del directorio del Banco Italiano de Lima, institución financiera ligada a la comunidad italiana. Participó en el proceso que dio origen al actual Banco de Crédito del Perú. También presidió la compañía de seguros El Perú.